# Exnovation
Exnovation ist in seiner einfachsten Deutung das Gegenteil von Innovation. Durch Exnovation werden Nutzungssysteme, Prozesse, Praktiken oder Technologien, die getestet und bestätigt wurden, aber nicht mehr wirksam sind oder nicht mehr mit der Strategie übereinstimmen, abgeschafft bzw. zurückgenommen. Historische Beispiele sind die Verdrängung von Webstühlen, Kassetten- und Videorecordern sowie das Verbot der klassischen ineffizienten Glühlampen durch die Europäische Union.
Ursprünglich stammt das Konzept aus der Organisations- und Management-Literatur. John Kimberly sprach 1981 von Exnovation, wenn sich ein Unternehmen von einer Innovation trennt, in die es zuvor investiert hatte ("occurs when an organization divests itself of an innovation in which it had previously invested").
In den letzten Jahren wurde der Begriff vermehrt in der Transformations- und Nachhaltigkeitsforschung verwendet. Dort wird Exnovation als intendierter Prozess zum Ausstieg aus nicht-nachhaltigen Infrastrukturen, Technologien, Produkten und Praktiken verstanden, der in der Regel auf Pfadabhängigkeiten und Widerstände etablierter Interessen trifft. Beispiele hierfür sind die Ausstiegsprozesse aus Atomenergie, Kohle und Verbrennungsmotoren.
Exnovation und Innovation sind miteinander verknüpft: Einerseits schafft Exnovation Raum für neue Produkte und Praktiken. Andererseits trägt die Aussicht auf ein neues Produkts oder eine neue Praxis dazu bei, alte Produkte und Praktiken zu beseitigen. Dieses Vorgehen absichtsvoll zu gestalten (und nicht etwa dem Zufall zu überlassen), spiegelt sich auch im bekannten Begriff der schöpferischen Zerstörung von Joseph Schumpeter wider.

## Verbindung zwischen Exnovation und Innovation
Das Spannungsfeld zwischen Exnovation und Innovation kann unterschiedlich beschrieben werden. Es reicht von einer losen Kopplung bis hin zu einer festen Verschränkung von Exnovation und Innovation in einem gesamtheitlichen Veränderungsprozess:
1. Exnovation als Entfernung einer (ehemaligen) Innovation[10][11][12]
2. Gegensätzlichkeit: Exnovation als Gegenteil von Innovation[13][14][15]
3. Dichotomie: Exnovation als komplementäre Ergänzung zur Innovation[16][17][18]
4. Interdependenz: Exnovation als integraler Teil von Innovation[19][20]

In vielen Veränderungsprozessmodellen sind sowohl innovative als auch exnovative Bestandteile zu finden, auch wenn die exnovativen Bestandteile in aller Regel nicht so benannt werden.

## Exnovationsanlässe
Die folgenden Anlässe verdeutlichen, dass Exnovation in verschiedenen Kontexten und aus unterschiedlichen Gründen notwendig werden kann, sei es aus ökologischen, ökonomischen, technologischen oder gesellschaftlichen Überlegungen heraus:
- Begrenzte Ressourcen: Endliche Rohstoffe, begrenzte finanzielle Mittel, limitierte Zeit und Arbeitskraft
- Nachhaltigkeit: Ausstieg aus nicht-nachhaltigen Praktiken, Abkehr von umweltschädlichen Technologien
- Organisationale Altlasten: Veraltete Prozesse und Strukturen, nicht mehr zeitgemäße Produkte oder Dienstleistungen
- Digitalisierung: Obsoleszenz analoger Technologien, Notwendigkeit der digitalen Transformation
- Strategische Neuausrichtung: Fokussierung auf Kernkompetenzen, Anpassung an veränderte Marktbedingungen, Kräftekonzentration auf wichtigere Bereiche
- Gesellschaftlicher Wandel: Veränderung von Werten und Normen, neue ethische Standards
- Regulatorische Vorgaben: Gesetzliche Änderungen, politisch angestoßene Ausstiegs- und Beendigungsprozesse (wie z. B. FCKW-Ausstieg).
- Technologischer Fortschritt: Obsoleszenz älterer Technologien, disruptive Innovationen
- Effizienzsteigerung: Optimierung von Ressourcen und deren Einsatz, Verschlankung von Prozessen

## Herausforderungen
- Status-quo-Bias: Menschen neigen dazu, am Bestehenden festzuhalten, selbst wenn rationale Gründe für eine Veränderung sprechen.
- Abschiedsschmerz: Das Aufgeben von etablierten Praktiken oder Produkten kann emotional belastend sein.
- Entscheidungslast: In einer Zeit des Überflusses fällt es schwer zu entscheiden, was beibehalten und was aufgegeben werden soll, denn jede Exnovationsentscheidung ist mit einem Risiko verbunden.
- Wirtschaftliche Verluste: Exnovation kann kurz- oder mittelfristig mit finanziellen Einbußen verbunden sein (z. B. durch den Entscheidungsprozess, Rückbau von Anlagen, Aufgeben von Produkten).

## Methoden zur Unterstützung von Exnovationsvorhaben
Da Exnovation wie auch Innovation immer Teil eines ganzheitlichen Veränderungsprozesses darstellt, können Methoden aus dem Change-Umfeld dafür verwendet werden. Sie müssen ggf. leicht angepasst werden:
- Ecocycle Planning oder TRIZ (aus der Methodenbox der Liberating Structures)[22]
- Appreciative Exnovation[23][24]
- Ritual Reset (aus dem Playbook von Atlassian)[25]
- "The Ends" Canvas nach MacLeod[26][27] (deutsche Übersetzung verfügbar[28])
- Exnovation Canvas nach Dennis Fischer[29]